# Aenetus scripta
Az Aenetus scripta a rovarok (Insecta) osztályának lepkék (Lepidoptera) rendjébe, ezen belül a gyökérrágólepke-félék (Hepialidae) családjába tartozó faj.

## Előfordulása
Az Aenetus scripta Délnyugat-Ausztrália endemikus gyökérrágó lepkeféléje.

## Megjelenése
A lepke szárnyfesztávolsága 80 milliméter. A hím hátulsó szárnyának színe kék, a nőstényé sárga.

## Életmódja
A következő növénynemzetségek fajaival táplálkozik: Callicoma, Casuarina, Eugenia és Trema.

## Fordítás
- Ez a szócikk részben vagy egészben  az   Aenetus scripta című angol Wikipédia-szócikk ezen változatának fordításán alapul.  Az eredeti cikk szerkesztőit annak laptörténete sorolja fel. Ez a jelzés csupán a megfogalmazás eredetét és a szerzői jogokat jelzi, nem szolgál a cikkben szereplő információk forrásmegjelöléseként.